# Enrico Pirondini
Enrico Pirondini (Gonzaga, 18 ottobre 1949) è un giornalista italiano.
Ha fondato il quotidiano la Nuova Ferrara (gruppo l'Espresso) e il settimanale Più. È stato direttore de La Provincia di Cremona dal 1997 al 2008 e inviato speciale Mediaset (1985-1988). Dal 2009 è editorialista della Cronaca di Mantova e dei quotidiani Prima Pagina di Reggio Emilia e Modena, e testate online.

## Biografia
Nacque nel 1949 da padre mantovano e madre modenese, studia nei collegi salesiani: prima a Modena, medie, ginnasio, poi ad Alassio, liceo classico. Tornato a Modena, il 16 novembre 1972, si laurea in Giurisprudenza. Tra i suoi docenti troviamo l'ex premier Giuliano Amato. Intraprende la carriera giornalistica nel 1968 collaborando con varie testate. Per dieci anni è responsabile della Comunicazione del Gruppo Lubiam abbigliamento, collaborando a Il Giorno anche come inviato sportivo, sia in Italia che all'estero. Per un anno scrive sulla Domenica del Corriere, nel periodo in cui era direttore Pierluigi Magnaschi. Dal 1985 al 31 dicembre 1988 collabora con le redazioni sportive di Canale 5 e Italia 1. È tra i telecronisti del Mundialito 1987.
Scrive Aldo Grasso sul Corriere della Sera del 16 dicembre 2007, pag.46, riferendosi all'ultimo Mundialito: “…Per la prima volta un evento sportivo è totalmente predisposto in funzione delle telecamere; i telecronisti sono Giuseppe Albertini, in prestito dalla Tv svizzera, e Roberto Bettega, coadiuvati da altri giornalisti: Gigi Garanzini, Marco Francioso, Enrico Pirondini, (...) il Mundialito è l'atto fondativo di Mediaset”.
A partire dal 3 luglio 1987 è tra gli inviati speciali di Calcio d'estate, rubrica in onda al venerdì su Italia 1, curata da Marino Bartoletti e prodotta da Ettore Rognoni. Il 1º gennaio 1989 passa alla Mondadori per fondare, il 5 aprile 1989, il quotidiano la Nuova Ferrara. La testata entra un anno dopo a far parte del Gruppo Finegil-Espresso; gruppo per conto del quale fonda altri tre quotidiani. Dal novembre 1997 al 30 maggio 2008 dirige il quotidiano La Provincia di Cremona e fonda il settimanale Più. Dal 2002 è tra i conduttori del programma radiofonico Prima Pagina di Rai, Radio 3, dagli studi di Milano o Roma. Dal 2009 è editorialista del settimanale Cronaca di Mantova e collabora, anche online, a varie testate.

## Vita privata
Pirondini è sposato con Patrizia Cavallari. Ha un figlio, Paolo (1979), giornalista Sky.

## Premi
- 1993 - Premio San Giorgio “Città di Ferrara”
- 2000 - Premio Nazionale Agrumello[6]

## Opere
- Gonzaga, Gonzaga (a cura di Mario Cadalora, Artioli Editore 1990)
- Il Palazzo Ducale di Guastalla, Introduzione(Edizioni Bio idea, 2001)
- Pueblo de Cuba (con Giulio Andreotti, Giuseppe Torchio; foto di Luigi Briselli, Claudio Madoglio Ed.)
- Un Po di poesia[7] (foto di Arrigo Giovannini, Linea Quattro Verona, 2004).
- 100 di questi editoriali (introduzione di Vittorio Feltri), Ed.Sometti, Mantova 2004.
- Mantova nel cuore[8] (con Giancarlo Malacarne e Stefano Scansani, foto A.Giovannini), Linea Q. 2004.
- Emozioni, Là dove cammini tu[9] (foto di Luigi Briselli, testi con Luciano Roncai e Paolo Barbaro), 2005.
- Il fiume dei fiumi. Dieci fotografi e il Po. Cierre Gruppo Editoriale, 2007[10].
- Quaderni dell'Arcimatto, studi e testimonianze per Gianni Brera ("Cantore di Mantova", pag.70-73). Con altri autori (Gianni Mura, Mario Sconcerti, ecc.). Direttore responsabile: Adalberto Scemma; direttore scientifico: Alberto Brambilla. Edizioni Fuorionda, dicembre 2012.
- INCONTRI & RACCONTI, Ritratti di persone famose. Romanzo di voci. Presentazione di Vittorio Sgarbi. Editore E. Lui, 2016